# Brachyhesma nigricornis
Brachyhesma nigricornis är en biart som beskrevs av Exley 1975. Brachyhesma nigricornis ingår i släktet Brachyhesma och familjen korttungebin. Inga underarter finns listade.

## Bildgalleri

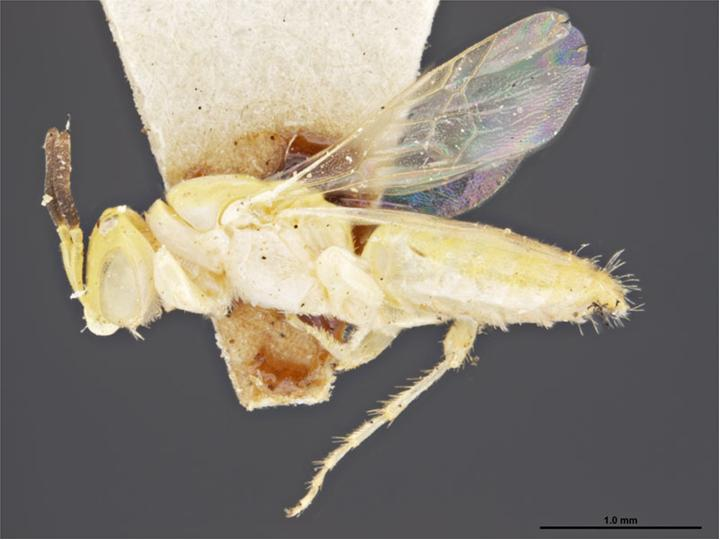